# 坎蒂·妲玲
坎蒂·妲玲（1944年11月24日—1974年3月21日），美国20世纪一位著名的跨性别演员，生于纽约市皇后区，她于1967年加入安迪·沃霍尔的电影工厂，并出演了多部电影与舞台剧，她并且跟同样受沃霍尔扶持的地下丝绒乐队关系良好。

## 生平
1944年11月24日，坎蒂·妲玲出生于纽约市皇后区的一个普通家庭，母亲特丽萨·斯拉特里（英語：Theresa Slattery，本姓费伦）是一名簿记员，父亲约翰（英語：John），赛马场工人，是个酗酒无度的酒鬼。:11终于，父母离异后，母亲带着年幼的妲玲搬去了长岛。她的童年在看电视和好莱坞老片中度过，从中，她开始模仿她喜欢的女演员，如瓊·班奈特与金·露華。自那时起，妲玲就开始把生活目标放在把自己塑造成“好莱坞魅力女王”的形象。她有一个同母异父的哥哥，小沃伦·劳（英語：Warren Law II），彼时因参军而未伴在坎蒂身边——后来他会拒绝承认自己有这个妹妹。:9
1961年，16岁的妲玲报名参加了戴文美容学校（英語：DeVern School of Cosmetology），她后来回忆说，在这期间，她从当地儿童鞋店的一名男性售货员那里学到了交欢的秘密，并且开始确立自己对女性化性别表达的需求。街坊间流言四起，她母亲听到她打扮成女性，并频繁出入当地一家gay吧后，与她起了冲突，她夺门而出，并女性化穿搭的回家。她母亲后来说：“我知道那时……我已经拦不住（她）了。她毕竟才华横溢又美貌出众。”
公开出柜后，为避免使邻居注意到，她不再步行出门，而是选择打车去火车站，然后乘坐长岛铁路去曼哈顿，那时她常坐在乔伊·希瑟琳旁边。到了曼哈顿，她经常出入格林尼治村（美国LGBT运动的摇篮），并将自己在长岛的家侃为“乡下宅子”。
1966年夏天，妲玲遇到了杰雷迈亚·牛顿（英語：Jeremiah Newton），彼时牛顿住在法拉盛，第一次去格林尼治村玩。两人结为知己，并住到一块，直到妲玲身故。
妲玲起初选用了霍普·斯拉特里（英語：Hope Slattery）这个名字，据说这是1963至64年间，她开始去第五大道找医生注射雌激素后的事情。有人说霍普这一名字来自于曾与她同住过一阵子的外外百老汇演员霍普·斯坦斯伯里（英語：Hope Stansbury）。还有人说她的名字又从霍普·达尔（英語：Hope Dahl）变成坎蒂·达尔（英語：Candy Dahl），再之后又是坎蒂·坎恩（英語：Candy Cane），她最终会选用“坎蒂”，是因为她特别喜欢吃糖果，而“妲玲”，是因为有一个朋友经常叫她“达令”，于是这个名字就沿用了下来。

## 与沃霍尔的合作
1967年，妲玲在一家夜店遇到了沃霍尔。沃霍尔先是让她在《肉》里出演了一小段幽默情节。1971年，她在沃霍尔制作的电影《女人解放》中出演核心角色。这是一部沃霍尔用来讽刺曾试图谋杀自己的极端激女瓦莱丽·索拉纳斯的作品。该片起初在洛杉矶国际影展上以“性”的片名放映，后来又被称为“安迪·沃霍尔的女人”。在名人看片后一日，有女性团体因认为此片是反女性主义影片而在影院门口示威抗议。当妲玲听说此事后，她说：“这帮T究竟觉得自己算老几？我真希望她们有读过纽约时报上文森特·坎比写的影评。那家伙说我像金·露华与帕特·尼克松的混合体。这是真的——我真的有帕特·尼克松一样的鼻子。”

## 离开沃霍尔
妲玲也参与了其他的独立电影的制作，如1970年的《Brand X》、1971年的《Some of My Best Friends Are...》、1972年的《静夜满月》。她客串过《柳巷芳草》和《肉肠缘》。妲玲曾在1970年尝试打入主流电影，试图争取拿到关于跨性别者的电影《Myra Breckinridge》里的角色，但以失败告终。
妲玲还出演了一些友人杰基·柯蒂斯（英語：Jackie Curtis）创作的戏剧。她后来还曾参演过田纳西·威廉斯等人创作的戏剧。1964年，她演过一个名为“婊子”、原型为梦露的角色。

## 患病与逝世
1974年3月21日，妲玲病逝于哥伦布医院卡布里尼医疗中心（英語：Columbus Hospital division of the Cabrini Health Care Center）。她在遗书中说：“很不幸，我在死前就不剩下活下去的欲望了。我对一切都感到疲倦，可以说是无聊至死，你们知道我撑不住吗？我一向有自知之明。大家，真希望还能再见呢。”牧师致辞和悼文里均未提及她父母所起的姓名，格洛丽亚·斯旺森在葬礼上向她致敬。

## 作品
| 年份 | 片名                                | 角色               | 备注                 |
| ---- | ----------------------------------- | ------------------ | -------------------- |
| 1968 | 《肉》                              | Candy              | [ 11 ] [ 14 ]        |
| 1970 | 《Brand X》                         | Marlene D-Train    | [ 13 ] [ 14 ]        |
| 1971 | 《肉肠缘》                          | 异装癖             | [ 11 ] [ 14 ]        |
| 1971 | 《柳巷芳草》                        | Discothèque Patron | 未被列在演职员表里   |
| 1971 | 《Some of My Best Friends Are...》  | Karen / Harry      | [ 11 ] [ 14 ]        |
| 1971 | 《女人解放》                        | Candy              | [ 12 ] [ 14 ]        |
| 1972 | 《The Death of Maria Malibran》     |                    | Werner Schroeter导演 |
| 1972 | 《静夜满月》                        | 客串               | 最后一部             |
| 1973 | 《An American Family》              | 本人               | [ 24 ]               |
| 1975 | 《Johannas Traum》                  |                    | Werner Schroeter导演 |
| 2002 | 《The Cockettes》                   | 本人               | 存档影像             |
| 2004 | 《Superstar in a Housedress》       | 本人               | 存档影像             |
| 2006 | 《Andy Warhol: A Documentary Film》 | 本人               | 存档影像             |
| 2010 | 《美丽妲玲》                        | 本人               | 存档影像             |

## 外部連結
- Candy Darling 比美丽更深刻